# Sphenorhina lineolata
Sphenorhina lineolata är en insektsart som beskrevs av Charles Jean-Baptiste Amyot och Jean Guillaume Audinet Serville 1843. Sphenorhina lineolata ingår i släktet Sphenorhina och familjen spottstritar. Inga underarter finns listade i Catalogue of Life.